# Tweestreepgrasuil
De tweestreepgrasuil (Mythimna turca) is een nachtvlinder uit de familie van de uilen (Noctuidae). De wetenschappelijke naam van deze soort is als Phalaena turca gepubliceerd door Carl Linnaeus in 1761.

## Beschrijving
De voorvleugellengte bedraagt tussen de 18 en 23 millimeter. De grondkleur van de voorvleugels is bruin, soms rossig. Over de voorvleugel lopen twee donkere dwarslijnen, daartussen bevindt zich een opvallend maar klein wit streepje. De achtervleugel is door veel spikkeling met name donkergrijs van kleur.
De rups is lichtbruin met een bleke rugstreep. Over de rug lopen donkere kruisvormen geflankeerd door donkere golflijnen. Hij wordt 44 tot 48 millimeter lang.

## Levenscyclus
De rups van de tweestreepgrasuil is te vinden van augustus tot mei en overwintert in een vroeg stadium. Als waardplanten worden diverse grassen gebruikt. De vlinder kent één generatie die vliegt van juni tot in augustus. 

## Voorkomen
De soort komt verspreid voor over een flink deel van Europa tot Centraal-Azië, het noorden van China, Korea en Japan. De tweestreepgrasuil is in Nederland een zeldzame soort die met name voorkomt in het zuiden. Ook in België is het een zeldzame soort, die vooral wordt waargenomen rond de Kempen. 
De habitat bestaat uit vochtige grazige vegetatie in een bosachtige omgeving.